# Пароутворення
Пароутво́рення — процес переходу речовини з рідкого стану у газоподібний. Сукупність речовини, що вилетіла з рідини при пароутворенні, називають парою.
Пароутворення, що відбувається при довільній температурі з вільної поверхні рідини називається випаровуванням.
Пароутворення відбувається не лише у рідин, але й у твердих тіл.
Мірою процесу пароутворення є швидкість пароутворення — кількість речовини, що переходить у пару за одиницю часу з одиниці площі поверхні рідини.

## Пароутворення, випаровування і кипіння
Процес пароутворення на поверхні рідини, який відбувається незалежно від її стану, називають випаровуванням. Процес пароутворення у товщі рідини, який відбувається лише при певній температурі та певному тиску, називають кипінням. Тиск, при якому рідина закипає, називають тиском насиченої пари рн.п. Величина його залежить від температури рідини рн.п. = f(t).
Випаровування твердих тіл називається — сублімація

## Формула пароутворення
{\displaystyle Q=r\cdot m} , де
r-питома теплота пароутворення
m — маса

## Формула конденсації
{\displaystyle Q=-r\cdot m} , де
r-питома теплота пароутворення
m — маса